# Verità lapalissiana
Una verità lapalissiana o verità di La Palice (in francese: lapalissade o vérité de La Palice) è un fatto di tale evidenza e ovvietà che la sua enunciazione è del tutto inutile se non proprio umoristica, come nell'espressione «l'acqua è bagnata». L'aggettivo lapalissiano deriva dal nome del maresciallo Jacques de Chabannes, signore di Lapalisse (La Palice).
Fenomeno analogo alla verità lapalissiana è il truismo.

## Etimologia
L'origine dell'aggettivo lapalissiano nel significato di «ovvio, scontato» è ricondotta a un aneddoto legato alla sconfitta dei francesi nella battaglia di Pavia (1525). I soldati agli ordini del maresciallo La Palice, morto nell'assedio della città, per rendere onore al coraggio del loro comandante avrebbero composto e intonato la seguente strofa, introducendovi però una grossolana ovvietà.
Dove «se non fosse morto, sarebbe ancora in vita» è appunto una verità lapalissiana. Si sostiene a volte che in realtà la strofa originale proclamasse una verità affatto diversa e tutt'altro che scontata.
Il sostantivo envie («invidia») e l'espressione en vie («in vita») sono infatti omofoni in francese (/ɑ̃ˈvi/). Se così fosse, la somiglianza delle due versioni avrebbe prodotto nel tempo la confusione tra i verbi feroit e seroit, stravolgendo il senso della quartina. È stato sostenuto che tale confusione sia sorta nella tradizione orale, per assonanza, oppure forse nello scritto, per ambiguità grafica della s e della f, che all'epoca si scrivevano in modo simile: rispettivamente ſ e f. I due caratteri differiscono solo per il trattino orizzontale.
Una moderna versione della strofa recita invece "un quart d'heure avant sa mort il était encore en vie" ("un quarto d'ora prima della sua morte egli era ancora in vita").
Il curioso necrologio, nella sua forma alterata, fu "scoperto" più di un secolo dopo da un accademico di Francia (Bernard de La Monnoye, 1641 - 1728) che, parodiandone il carattere di comica ovvietà, compose una canzoncina ove aggiunse altre quartine di sua composizione a quella originaria. La canzoncina ebbe molto successo, ma cadde poi nell'oblio, finché fu riscoperta nel secolo XIX da Edmond de Goncourt (noto scrittore e pubblicista insieme al fratello Jules), che coniò il termine lapalissade per indicare un'affermazione all'interno della quale si ripete un assunto già espresso in precedenza e che è, dunque, del tutto inutile tanto è ovvia. In lingua francese il termine è quindi sostantivo, mentre in Italia si utilizza l'aggettivo derivato: "lapalissiano". L'ortografia di entrambi comunque proviene dal nome moderno della città di Lapalisse, che ospita il castello storico di Jacques de La Palice.

## La canzone
Ecco un estratto della canzone di La Monnoye:
La Palisse eut peu de biens
pour soutenir sa naissance,
Mais il ne manqua de rien
tant qu'il fut dans l'abondance.
Il voyageait volontiers,
courant par tout le royaume,
Quand il était à Poitiers,
il n'était pas à Vendôme!
Il se plaisait en bateau
et, soit en paix soit en guerre,
Il allait toujours par eau
quand il n'allait pas par terre.
Il buvait tous les matins
du vin tiré de la tonne,
Pour manger chez les voisins
il s'y rendait en personne.
Il voulait aux bons repas
des mets exquis et forts tendres
Et faisait son mardi gras
toujours la veille des cendres.
Il brillait comme un soleil,
sa chevelure était blonde,
Il n'eût pas eu son pareil,
s'il eût été seul au monde.
Il eut des talents divers,
même on assure une chose:
Quand il écrivait en vers,
il n'écrivait pas en prose.
Il fut, à la vérité,
un danseur assez vulgaire,
Mais il n'eût pas mal chanté
s'il avait voulu se taire.
On raconte que jamais
il ne pouvait se résoudre
À charger ses pistolets
quand il n'avait pas de poudre.
Monsieur d'la Palisse est mort,
il est mort devant Pavie,
Un quart d'heure avant sa mort,
il était encore en vie.
Il fut par un triste sort
blessé d'une main cruelle,
On croit, puisqu'il en est mort,
que la plaie était mortelle.
Regretté de ses soldats,
il mourut digne d'envie,
Et le jour de son trépas
fut le dernier de sa vie.
Il mourut le vendredi,
le dernier jour de son âge,
S'il fut mort le samedi,
il eût vécu davantage.»
La Palisse ebbe pochi beni
per mantenere il proprio rango,
Ma non gli mancò nulla
quando fu nell'abbondanza.
Viaggiava volentieri,
scorrazzava per tutto il reame
 e quando era a Poitiers,
non era certo a Vendôme!
Si divertiva in battello
e, sia in pace sia in guerra,
andava sempre per acqua
se non viaggiava via terra.
Beveva ogni mattina
vino spillato dalla botte
E quando pranzava dai vicini
ci andava di persona.
Voleva per mangiar bene
vivande squisite e tenere
E celebrava sempre il Martedì Grasso
la vigilia delle Ceneri.
Brillava come un sole,
coi suoi capelli biondi.
Non avrebbe avuto pari
se fosse stato solo al mondo.
Ebbe molti talenti,
ma si è certi di una cosa:
quando scriveva in versi,
non scriveva mai in prosa.
Fu, per la verità,
un ballerino scadente,
ma non avrebbe cantato male,
se fosse stato silente.
Si racconta che mai
sia riuscito a risolversi
a caricar le pistole
se non aveva le polveri.
Morto è il signor de la Palisse,
morto davanti a Pavia,
Un quarto d'ora prima di morire,
era in vita tuttavia.
Fu per una triste sorte
ferito da mano crudele,
Si crede, poiché ne è morto,
che la ferita fosse mortale.
Rimpianto dai suoi soldati,
morì degno d'invidia,
e il giorno del suo trapasso
fu l'ultimo della sua vita.
Morì di venerdì,
l'ultimo giorno della sua età,
Se fosse morto il sabato,
sarebbe vissuto di più.»
(La Chanson de La Palisse, Bernard de la Monnoye)